# Tarangnan
Tarangnan est une municipalité de la province du Samar, aux Philippines.
Sa population est de 24 146 habitants au recensement de 2010 sur une superficie de 132 km2, subdivisée en 41 barangays, dont deux sont situés sur l'île de Libucan.